# Mitchell-Nunatak
Der Mitchell-Nunatak ist ein Nunatak an der Küste des ostantarktischen Mac-Robertson-Lands. Er ist der mittlere dreier Nunatakker im nördlichen Teil der Manning-Nunatakker. Er liegt zwischen dem nördlich gelegenen Kenneth Ridge und dem Tester-Nunatak im Süden.
Luftaufnahmen dieses und der benachbarten Nunatakker entstanden bei der US-amerikanischen Operation Highjump (1946–1947) und 1957 im Rahmen der Australian National Antarctic Research Expeditions (ANARE). Teilnehmer einer sowjetischen Antarktisexpedition besuchten sie im Jahr 1965. Gleiches gilt für eine ANARE-Mannschaft im Jahr 1969, deren eigentliches Zielgebiet die Prince Charles Mountains waren. Namensgeber des hier beschriebenen Nunatak ist Raymond John Mitchell (* 1930), Mitglied dieser Mannschaft und Dieselaggregatmechaniker auf der Mawson-Station im selben Jahr.